# Барт — любовник
«Bart the Lover» (с англ. — «Барт — любовник») — шестнадцатый эпизод третьего сезона мультсериала «Симпсоны». Вышел в эфир 13 февраля 1992 года в США на телеканале «Fox».

## Сюжет
Барта наказали за очередной проступок и оставили после уроков. Барт узнаёт, что его учительница мисс Крабаппл поместила в газету объявление о поисках спутника жизни. Барт решает подшутить и пишет своей учительнице любовное письмо от имени некого Вудро. Получив письмо, мисс Крабаппл влюбляется в Вудро. Со временем Барт понимает, что шутка слишком далеко зашла. Тогда он рассказывает всё своей семье, и они вместе пытаются исправить сложившуюся ситуацию.

## Награды
- Марсия Уоллес получила «Эмми» за озвучивание Эдны Крабаппл в этой серии[1].